# 5958 Барранде
5958 Барранде (5958 Barrande) — астероїд головного поясу, відкритий 29 січня 1989 року.
Тіссеранів параметр щодо Юпітера — 3,546.